# 夢想街57號 全能事務所
《夢想街57號 全能事務所》（英語：57 All Star House），簡稱《全能事務所》、《夢想街之全能事務所》，是臺灣東森財經新聞台的房市談話性節目，採錄影播出。主持人為廖慶學。於2018年4月16日開播，2020年12月19日播出最後一集。

## 節目特性
初期開播以家為核心主題，討論房市、室內設計、豪宅、不動產相關法規等話題，並透過廖慶學與許晶晶搭檔主持，其餘兩位則擔任來賓角色。
2018年9月節目轉型，討論政治、科技、娛樂、經濟等新聞時事，並於10月起由廖慶學單獨主持。2019年4月29日，因應財經台節目型態調整，節目轉型改為週末播出。

## 主持人
- 廖慶學：東森財經新聞台主持人。

## 前主持人
- 許晶晶

## 外部連結
- 夢想街57號｜東森財經新聞 （页面存档备份，存于）
- 夢想街之全能事務所的Facebook專頁
- 夢想街57號的Facebook專頁
- YouTube上的夢想街57號頻道

| 臺灣 東森財經新聞台 星期一至五 22:00-23:00 | 臺灣 東森財經新聞台 星期一至五 22:00-23:00               | 臺灣 東森財經新聞台 星期一至五 22:00-23:00 |
| ------------------------------------------ | -------------------------------------------------------- | ------------------------------------------ |
|                                            | 夢想街57號 全能事務所 （2018年4月16日－2018年6月15日）   |                                            |
| —                                          | —                                                        |                                            |
| 臺灣 東森財經新聞台 星期一至五 23:00-24:00 |                                                          |                                            |
| —                                          | 夢想街57號 全能事務所 （2018年6月19日－2019年4月30日）   | —                                          |
| 臺灣 東森財經新聞台 星期六 19:00-20:00     |                                                          |                                            |
| —                                          | 夢想街57號 全能事務所 （待查－2020年2月1日）             | —                                          |
| 臺灣 東森財經新聞台 星期六 21:00-22:00     |                                                          |                                            |
| —                                          | 夢想街57號 全能事務所 （2020年2月8日－2020年12月12日）   | —                                          |
| 臺灣 東森財經新聞台 星期六 20:00-20:30     |                                                          |                                            |
| —                                          | 夢想街57號 全能事務所 （2020年11月28日－2020年12月19日） | —                                          |